# Sportclub Rheindorf Altach 2014-2015
Questa voce raccoglie le informazioni riguardanti lo Sportclub Rheindorf Altach nelle competizioni ufficiali della stagione calcistica 2014-2015.

## Rosa
| N. |                     | Ruolo | Calciatore          |
| -- | ------------------- | ----- | ------------------- |
| 1  | Austria (bandiera)  | P     | Martin Kobras       |
| 2  | Austria (bandiera)  | D     | Alexander Pöllhuber |
| 4  | Austria (bandiera)  | P     | Sebastian Brandner  |
| 5  | Austria (bandiera)  | C     | Philipp Netzer      |
| 6  | Austria (bandiera)  | D     | Stefan Umjenovic    |
| 7  | Austria (bandiera)  | D     | Andreas Lienhart    |
| 8  | Austria (bandiera)  | D     | Ronald Gërçaliu     |
| 9  | Croazia (bandiera)  | A     | Darijo Pecirep      |
| 10 | Austria (bandiera)  | C     | Patrick Salomon     |
| 11 | Germania (bandiera) | C     | Felix Roth          |
| 12 | Austria (bandiera)  | P     | Andreas Lukse       |
| 15 | Austria (bandiera)  | C     | Daniel Luxbacher    |
| 16 | Austria (bandiera)  | D     | Emanuel Schreiner   |

| N. |                    | Ruolo | Calciatore            |
| -- | ------------------ | ----- | --------------------- |
| 17 | Libia (bandiera)   | C     | Ismael Shradi-Tajouri |
| 18 | Austria (bandiera) | D     | Jan Zwischenbrugger   |
| 19 | Spagna (bandiera)  | D     | César Ortiz           |
| 20 | Croazia (bandiera) | A     | Ivan Kovačec          |
| 21 | Austria (bandiera) | C     | Timo Wölbitsch        |
| 22 | Austria (bandiera) | D     | Lukas Jäger           |
| 23 | Austria (bandiera) | D     | Benedikt Zech         |
| 25 | Austria (bandiera) | A     | Johannes Aigner       |
| 26 | Austria (bandiera) | A     | Patrick Seeger        |
| 28 | Austria (bandiera) | C     | Boris Prokopič        |
| 29 | Camerun (bandiera) | A     | Louis Ngwat-Mahop     |
| 30 | Spagna (bandiera)  | C     | Martí Riverola        |